# Sebastián Saucedo Moreno
Sebastián Saucedo Moreno   (Chiclana de la Frontera, 1949) és un polític espanyol, membre del Partit Socialista Obrer Espanyol i alcalde de la ciutat des del 1983 al 1986. Durant els últims anys de la dictadura franquista, Moreno va ser militant de l'Organització Socialista Clandestina.
Abans d'entrar a l'alcaldia, Sebastián va ser regidor a l'Ajuntament de Chiclana de la Frontera. Després va continuar en la política, arribant a ser Delegat Provincial de Cadis, de la Conselleria de Medi Ambient de la Junta d'Andalusia i posteriorment Subdelegat del Govern a Cadis. Saucedo Moreno També ha treballat en la implementació de polítiques ambientals i en la coordinació de l'Administració pública a nivell provincial.